# Brychius
Brychius es un género de escarabajos de la familia Haliplidae. Cinco especies en total, tres de ellas en el Neártico, una es considerada especie en peligro. Son acuáticos.

## Especies
El género Brychius contiene las siguientes especies:
- Brychius elevatus (Panzer, 1793)
- Brychius glabratus (Villa & Villa, 1835)
- Brychius hornii Entrepierna, 1873
- Brychius hungerfordi Spangler, 1954
- Brychius pacificus Carr, 1928